# ميخائيل روبرتس
ميخائيل روبرتس (13 مارس 1989 في المملكة المتحدة - ) (بالإنجليزية: Michael Roberts)‏ هو لاعب كريكت بريطاني. لعب مع نادي مقاطعة هامبشاير للكريكت ‏ وBerkshire County Cricket Club ‏.

## وصلات خارجية
- ميخائيل روبرتس على موقع إي آس بي آن كريك إنفو (الإنجليزية)